# Eric LeMarque
Eric LeMarque (Parigi, 1º luglio 1969) è un ex hockeista su ghiaccio statunitense con cittadinanza francese.

## Biografia
Inizia la sua carriera nella squadra universitaria di Northern Michigan nella NCAA nel 1986. L'anno successivo viene selezionato dai Boston Bruins durante il Draft della National Hockey League all'8º giro in 224ª posizione. Tuttavia, nei tre anni di contratto, anche a causa del rapporto conflittuale con la squadra, non gioca mai in una partita di NHL. 
Nel 1990 entra a far parte di Briancon in Ligue Magnus, e la stagione successiva firma per i Greensboro Monarchs nella ECHL diventando uno dei giocatori più acclamati. Raggiunge l’apice della sua carriera verso la metà degli anni Novanta quando partecipa ai Giochi Olimpici Invernali di Lillehammer 1994, e ai mondiali del 1994 e del 1995. Sempre nel 1995 firma un biennale con i Brest, ma gli anni successivi sono tragici: inizia a sperimentare le metanfetamine diventandone dipendente, e cade in una spirale di solitudine e isolamento. Termina la carriera da giocatore con gli Arkansas Glaciercats nel 1999.

### Incidente e perdita delle gambe
Appassionato di snowboard, il 6 febbraio 2004, parte da solo per una discesa fuori pista e si perde nella Sierra Nevada ad oltre 3.500 metri d'altitudine. 
Per otto giorni vaga nei boschi, rifugiandosi in un iglù di fortuna, con in dotazione equipaggiamento un cellulare, una radio ed una scatola di fiammiferi bagnati. Le squadre di soccorso, allertate dalla madre, lo recuperano in fin di vita. A causa dei congelamenti gli vengono amputate entrambe le gambe sotto le ginocchia.

## Media
Nel 2009 LeMarque, con la collaborazione di Davin Seay, racconta la vicenda del 2004 in un libro, dal quale nel 2017 viene successivamente tratto un film con la regia di Scott Waugh intitolato "L'ultima discesa" (titolo originale del film "6 Below: Miracle on the Mountain").